# Kanton Ménigoute
Kanton Ménigoute is een voormalig kanton van het Franse departement Deux-Sèvres. Kanton Ménigoute maakte deel uit van het arrondissement Parthenay en telde 4507 inwoners (1999). Het werd opgeheven bij decreet van 18 februari 2014 met uitwerking op 22 maart 2015.

## Gemeenten
Het kanton Ménigoute omvatte de volgende gemeenten:
- Chantecorps
- Coutières
- Fomperron
- Les Forges
- Ménigoute (hoofdplaats)
- Reffannes
- Saint-Germier
- Saint-Martin-du-Fouilloux
- Vasles
- Vausseroux
- Vautebis